# Mustapha El Haddaoui
Mustapha El Haddaoui, né le 28 juillet 1961 à Casablanca, est un ancien footballeur international marocain ayant évolué au poste de milieu de terrain offensif. Il était doté d'une grande vitesse ainsi qu'une puissance de frappe remarquable, d'où son surnom Mus la Foudre.

## Statistiques

### Liste des sélections en équipe nationale "A" du Maroc
1. 03/10/1982 Riyad : Arabie Saoudite vs Maroc 2 - 1 Amical
2. 23/03/1983 Sousse : Tunisie vs Maroc 1 - 0 Amical
3. 10/04/1983 Casablanca : Maroc vs Mali 4 - 0 Elim. CAN 1984
4. 24/04/1983 Mali - Maroc à Bamako 2 - 0 Elim. CAN 1984
5. 14/08/1983 Benin City : Nigeria vs Maroc 0 - 0 Elim. CAN 1984
6. 28/08/1983 Casablanca : Maroc vs Nigeria 0 - 0 (3 - 4) Elim. CAN 1984
7. 13/09/1983 Mohammedia : Maroc vs Libye  2 - 0 JM 1983…………………….1 But
8. 15/09/1983 Casablanca : Maroc vs Egypte  2 - 1 Demi-finale Jeux Méd……….2 Buts
9. 04/02/1984 Casablanca : Maroc - Bulgarie 1 - 1 Amical
10. 23/06/1984 Casablanca : Maroc vs Sénégal 2 - 1 Amical
11. 30/06/1984 Freetown : Sierra Leone vs Maroc 0 - 1 Elim. CM 1986
12. 15/07/1984 Maroc - Sierra Leone à Rabat 4 - 0 Elim. CM 1986
13. 24/10/1984 Rabat : Maroc vs Canada 3 - 2 Amical……………………………2 Buts
14. 02/01/1985 Tripoli : Libye vs Maroc 0 - 0 Amical
15. 31/01/1985 Cochin (Inde) : Inde vs Maroc 0 - 1 NEHRU Cup
16. 02/02/1985 Cochin (Inde) : URSS vs Maroc 1 - 0 Demi-finale NEHRU Cup
17. 07/04/1985 Rabat : Maroc vs Malawi 2 - 0 Elim. CM 1986……………………..1 But
18. 21/04/1985 Malawi - Maroc à Blantyre 0 - 0 Elim. CM 1986
19. 12/07/1985 Le Caire : Egypte vs Maroc 0 - 0 Elim. CM 1986
20. 28/07/1985 Casablanca : Maroc vs Egypte 2 - 0 Elim. CM 1986
21. 25/08/1985 Casablanca : Maroc vs Zaire 1 - 0 Elim. CAN 1986
22. 06/10/1985 Rabat : Maroc - Libye 3 - 0 Elim. CM 1986
23. 08/03/1986 Alexandrie : Algérie vs Maroc 0 - 0 CAN 1986
24. 11/03/1986 Alexandrie : Cameroun vs Maroc 1 - 1 CAN 1986
25. 02/06/1986 Pologne - Maroc à Monterrey 0 - 0 C.M 1986
26. 11/06/1986 Portugal - Maroc à Guadalajara 1 - 3 C.M 1986
27. 17/06/1986 Allemagne Ouest - Maroc à Monterrey 1 - 0 1/8 Finale C.M 1986
28. 02/03/1988 Mohammedia : Maroc vs Allemagne de l’Est : 2 - 1 Amical
29. 13/03/1988 Casablanca : Maroc vs Zaire 1 - 1 CAN 1988
30. 16/03/1988 Casablanca : Maroc vs Algérie 1 - 0 CAN 1988………………….1 But
31. 19/03/1988 Casablanca : Maroc vs Côte d’Ivoire 0 - 0 CAN 1988
32. 23/03/1988 Casablanca : Maroc vs Cameroun 0 - 1 Demi-finale CAN 1988
33. 26/03/1988 Casablanca : Maroc vs Algérie : 1 - 1 (3 - 4 TAB) Classement CAN 1988
34. 08/01/1989 Rabat : Maroc vs Zambie 1 - 0 Elim. CM 1990
35. 22/01/1989 : Tunis : Tunisie - Maroc : 2 - 1 Elim. CM 1990
36. 18/04/1993 Casablanca : Maroc vs Sénégal 1 - 0 Elim. CM 1994
37. 25/04/1993 Maroc - Mali à Casablanca 1 - 0 Elim. CAN 1994
38. 17/07/1993 Dakar : Sénégal vs Maroc 1 - 3 Elim. CM 1994
39. 10/10/1993 Casablanca : Maroc vs Zambie : 1 - 0 Elim. CM 1994
40. 23/02/1994 Casablanca : Maroc vs Finlande : 0 - 0 Amical
41. 01/06/1994 Montréal : Canada vs Maroc : 1 - 1 Amical
42. 19/06/1994 Belgique - Maroc à Orlando 1 - 0 C.M 1994

### Les matchs olympiques
1. 29/05/1983 Casablanca : Maroc vs Guinée 3 - 0 Elim. JO 1984
2. 17/09/1983 Casablanca : Maroc vs Turquie Amateur 3 - 0 Finale Jeux Méd...1 But
3. 25/09/1983 Casablanca : Maroc vs Sénégal 1 - 0 Elim. JO 1984……………1 But
4. 09/10/1983 Dakar : Sénégal vs Maroc 1 - 1 Elim. JO 1984
5. 11/02/1984 Lagos : Nigeria vs Maroc 0 - 0 Elim. JO 1984
6. 26/02/1984 Casablanca : Maroc vs Nigeria 0 - 0 (4-3p) Elim. JO 1984
7. 30/07/1984 Palo Alto : Allemagne Ouest vs Maroc 2 - 0 J.O 1984
8. 01/08/1984 Pasadena : A.Saoudite vs Maroc 0 - 1 J.O 1984
9. 01/11/1987 Abidjan : Côte d'Ivoire vs Maroc 0 - 0 Elim. JO 1988
10. 15/11/1987 Casablanca : Maroc vs Côte d'Ivoire 2 - 1 Elim. JO 1988…………1 But